# Laridenn mod Baod
Die Laridenn mod Baod ist ein bretonischer Reihen- oder Kreistanz mit 8 Schritten. In der Gegend um Baod wird dieser Tanz nur als Laridenn bezeichnet. Die Ergänzung mod Baod dient zur Abgrenzung anderer Laridée-Varianten.

## Ausgangsposition
Die Tänzer stehen in einem Kreis, Seite an Seite. Die Tänzer fassen sich gegenseitig an den Fingern. Es gibt keine Vorgabe, mit welchen Fingern (kleiner Finger, Mittelfinger oder Zeigefinger) sich die Tänzer anfassen. Nur der Daumen sollte in die Kreismitte gerichtet sein.
Zu Anfang hängen die Hände runter.
Ursprünglich wurde die Laridenn ausschließlich im Kreis getanzt. Heutzutage werden häufiger auch Ketten verwendet.

## Grundschritt
Der Tanz besteht aus 8 Schlägen, mit einem Zwischenschritt zwischen 5 und 6 sowie einer Pause auf 8.
1. Linker Fuß nach links (ca. 30 cm)
2. Rechter Fuß ran; Gewicht auf beide Beinen
3. Linker Fuß nach links (ca. 30 cm)
4. Rechter Fuß ran; Gewicht auf beide Beinen
5. Linker Fuß wenig nach links (ca. 10 cm)
  1. Gewicht auf rechts
6. Gewicht wieder auf links
7. Gewicht auf rechts
8. Gewicht bleibt auf rechts; linker Fuß wird nach oben genommen.

## Armbewegung
Die Arme bewegen sich rhythmisch nach vorne. Beim 7. Schlag werden die Arme nach vorne bewegt.

## Stil
In diesem Tanz bleiben die Tänzer immer zur Kreismitte oder senkrecht zur Kettenrichtung orientiert. In den ersten 5 Schlägen bewegt sich der Tanz nach links, danach bis zum 8. Schlag fast auf der Stelle. Die Füße sind in Kontakt mit dem Boden. Die Schritte sind nicht federnd.

## Videos
- Sylvain Le Floch: Laridenn mod Baod - Gourin auf YouTube, 4. September 2021, abgerufen am 2. Februar 2025 (französisch).